# Parisus philoxerus
Parisus philoxerus är en tvåvingeart som först beskrevs av Hesse 1961.  Parisus philoxerus ingår i släktet Parisus och familjen svävflugor. Inga underarter finns listade i Catalogue of Life.